# Futebol Clube de Famalicão
El Futebol Clube de Famalicão és un club de futbol portuguès de la ciutat de Vila Nova de Famalicão.

## Història
Va ser fundat el 21 d'agost 1931. Des de 1952, el Famalicão juga els seus partits com a local a l'Estádio Municipal 22 de Junho, amb capacitat per a 10.000 espectadors. Fins al 2005 va jugar sis temporades a primera divisió, destacant a començament de la dècada de 1990 en la qual jugà a primera quatre temporades, entre 1991 i 1994.